# Psykometri

Diagram över en normalfördelning, där varje färgat band har en bredd lika med en standardavvikelse σ.

För begreppet med samma namn inom det paranormala, se psykometri (paranormal).
Psykometri – från latinets psychometriʹa, av psyke och -metri (mätning) – är ett forskningsområde inom statistik som fokuserar på utveckling av metoder för att analysera och utvärdera psykologiska test och kunskapsprov, men kan också syfta på de matematiskt-statistiska tekniker som används för att utveckla mätinstrument för bestämning av till exempel mentala förmågor, attityder och olika slags prestationer – inte minst vid kunskapsprov.
Problem med mätningsmetoder hittar man i alla vetenskapliga discipliner men de utgör framför allt, inom psykologin, ett särskilt problem då man refererar till de psykologiska karaktärerna: är det verkligen någon idé att översätta åsikter, attityder och anpassningssvårigheter till nummer? Psykometri är dock inte en metod för att mäta psyket eller personligheten, utan en metod att mäta/utvärdera tester som säger sig mäta psyket/personligheten.
Problemet med att mäta människors psykologiska karaktärer grundar sig i att dessa inte kan iakttas direkt (den inre världen kan bara speglas genom beteenden) och på så vis baseras resultaten på sannolikhetsteser: ex, vi mäter intelligensen hos en individ utifrån observationer av särskilda beteenden hos denne och man hypoteserar sannolikhetsskälen för huruvida beteendet och karaktären, som vi vill undersöka och mäta, har för samband. På detta sätt kommer alltid måttet vi väljer att använda ha en psykologisk inriktning.
Så som man använder olika mått inom fysik för att beskriva olika studieobjekt vill psykologer undersöka exempelvis nivån av ångest för att beskriva den ledsamma sinnesstämningen. Beskrivningen av de psykologiska karaktärerna är fundamental för både undersökningar och applicering inom de psykologiska områdena. Kliniska psykologer kan använda olika tester för att mäta ångestnivåer (exempelvis Hamiltons ångestskala) hos sina patienter och sedan fastställa behandlingsmetoderna. Arbetspsykologerna vill mäta motivationen hos arbetssökande. Fastän mätning inom fysik och psykologi inte skiljer sig åt formellt är vi inte vana vid att tänka på ångest i form av nummer. I verkligheten är reglerna desamma trots att mätning av ångest är mycket svårare att utföra då risken att inte undersöka det vi egentligen vill undersöka är mycket större (se validitet).
Psykometri består av statistiska analyser av datamängder som är insamlade med det test som man utvärderar. De statistiska metoder som används är framför allt korrelationsanalyser. Tester får en kvalitetsreferens genom de psykometriska analyserna som uttrycks framför allt i begreppen validitet och reliabilitet. Det finns en rad andra mått på ett test som också används som till exempel standard error in measure med flera mått.
Ett personlighetstest som har goda psykometriska värden anses vara mer tillförlitligt och användbart än tester med sämre värden.

## Historia
Psykometri etablerades som vetenskap i slutet av 1800-talet, då nya teorier utarbetades i huvudsak längs två linjer. Den ena – representerad av bland andra Charles Darwin, Francis Galton och James McKeen Cattell – fokuserade på kartläggning av människors mentala förmågor och mätning av skillnader mellan individer. Den andra – företrädd av bland andra Johann Friedrich Herbart, Ernst Heinrich Weber, Gustav Fechner och Wilhelm Wundt – bidrog till utvecklingen av experimentell psykologi och standardiserade test. Till de tidiga ansatserna räknas även Charles Spearmans utveckling av faktoranalys, en statistisk metod för att analysera mätfel.